# Эгг-ног
Эгг-ног (англ. eggnog, egg-nog) — сладкий напиток на основе сырых куриных яиц и молока. Популярен в Северной и Южной Америке и в Европе. Является традиционным рождественским напитком.
Родиной эгг-нога считается Шотландия. Также упоминается под названием флип-флип. Существует предположение, что он ведёт своё происхождение от британского поссета — традиционного британского горячего напитка из молока, створоженного вином или элем, часто с пряностями. Обычно эгг-ног делают из молока с яйцом и крепкого алкогольного напитка (ром, виски, бренди) или вина, ликёра, сиропа, добавляют также сахар и специи (корица, мускатный орех и другие).
В России и Восточной Европе распространён близкий ему напиток гоголь-моголь.

## Рецепт приготовления
Отделить желтки от белков (белки не понадобятся), смешать с сахаром. Разогреть на медленном огне молоко со специями. После закипания тонкой струйкой влить яичную смесь, постоянно помешивая. Варить до густого состояния. Добавить сливки и крепкий алкогольный напиток, вино, или ликер (необязательно). Подавать остуженным.